# Kościół św. Józefa w Kaletach
Kościół świętego Józefa – rzymskokatolicki kościół parafialny należący do dekanatu Woźniki diecezji gliwickiej. Znajduje się w Jędrysku, dzielnicy Kalet, w województwie śląskim.

## Historia i wystrój
Projekt świątyni został wykonany przez architekta Otto Kotzullę z Tarnowskich Gór. Kierownikiem prac budowlanych był Albert Felix. Kamień węgielny pod świątynię został wmurowany w dniu 29 maja 1899 roku. Neogotycka świątynia została poświęcona w dniu 16 sierpnia 1900 roku. Kolejny proboszcz parafii ksiądz Paweł Rogowski wyposażył świątynię w ołtarze i wymagany sprzęt liturgiczny. Wzrost liczby parafian stał się powodem rozbudowy świątyni, która została zakończona w 1950 roku. W 1968 roku została przeprowadzona przebudowa świątyni razem z gruntowną zmianą części prezbiterium. Ponownie świątynia została poświęcona w dniu 19 maja 1975 roku. W latach 1999–2001 rozpoczęto kapitalny remont świątyni, zaczynając od odnowienia pokrycia dachu prezbiterium. Prace były kontynuowane w 2004 roku: w ramach nich zainstalowano nowe oświetlenie, został wykonany nowy ołtarz główny, ołtarze boczne, ambona, chrzcielnica i organy, odnowiona została malatura wnętrza i odkryto przy tym wcześniejsze malowidła w prezbiterium. Autorem obecnego wystroju i wyposażenia prezbiterium jest architekt Henryk Dragon z Kalet. Nowy ołtarz posoborowy został poświęcony przez biskupa gliwickiego Jan Wieczorka w dniu 30 października 2005 roku.

## Organy
Organy wybudował w 1903 roku gliwicki organmistrz Ernst Kurzer. Pierwotnie posiadały 11 głosów, jeden manuał i klawiaturę pedałową. Pierwsza rozbudowa instrumentu miała miejsce w 1952 roku, a dokonał jej Józef Ludwig z Rybnika, który dodał drugi manuał i cztery głosy. W 1967 roku firma Zdzisława Zasady z Rudy Śląskiej dodała kolejne trzy głosy. Kolejne remonty odbywały się w 1997 i 2008 roku. Pod koniec 2015 roku firma organmistrzowska Henryka Hobera z Olesna przeprowadziła remont generalny instrumentu. Prace te obejmowały między innymi wymianę wiatrownic, miecha, montaż nowej dmuchawy, czyszczenie i strojenie. Odrestaurowane organy zostały poświęcone przez ks. Adama Kozaka 15 sierpnia 2018 podczas uroczystego nabożeństwa.
Dyspozycja instrumentu:
| Manuał I               | Manuał II           | Pedał               |
| ---------------------- | ------------------- | ------------------- |
| 1. Progressiv 2-3 fach | 1. Rohrflöte 8'     | 1. Subbas 16'       |
| 2. Principal 4'        | 2. Aeoline 8'       | 2. Principalbass 8' |
| 3. Fugara 4'           | 3. Vox Coelestis 8' | 3. Violoncello 8'   |
| 4. Principal 8'        | 4. Hohlflöte 4'     |                     |
| 5. Gamba 8'            | 5. Prestant 4'      |                     |
| 6. Portunal 8'         | 6. Terzflöte 1 3/5' |                     |
| 7. Gedeckt 8'          | 7. Oboe 8'          |                     |
| 8. Bordun 16'          |                     |                     |

## Dzwony
Na kościelnej wieży wiszą obecnie trzy dzwony. W przeszłości rada parafialna podjęła decyzję o nabyciu dwóch dzwonów. Z pomocą mieszkańców zebrano 2 tys. kg łusek artyleryjskich, 900 kg brązu i 98600 zł. Niestety kierownik Odlewni dzwonów Karol Schwabe, która miała wykonać zamówienie, sprzeniewierzył pieniądze. Drogą sądową udało się wyegzekwować tylko jeden dzwon - Maria, nie był on jednak odpowiedniej jakości. W grudniu tego samego roku oddano do użytku drugi dzwon - Chrystus Król.   
|              | Imię                             | Waga (kg) | Ton uderzeniowy | Średnica (cm) | Rok odlania | Odlewnia                              |
| ------------ | -------------------------------- | --------- | --------------- | ------------- | ----------- | ------------------------------------- |
| Mały dzwon   | św. Józef                        | ~200 kg   | d" (+)          | 66 cm         | 1922        | A. Geitner Söhne, Wrocław             |
| Średni dzwon | św. Jacek, Królowa Matka Litości | ~405 kg   | ais'            | 86 cm         | 1946        | Odlewnia Dzwonów Karol Schwabe, Biała |
| Duży dzwon   | Chrystus Król                    | ~610 kg   | g' (+)          | 102 cm        | 1946        | Odlewnia Dzwonów Karol Schwabe, Biała |